# 長崎市立樺島小学校
長崎市立樺島小学校（ながさきしりつ かばしましょうがっこう, Nagasaki City Kabashima Elementary School）は、かつて長崎県長崎市野母崎樺島町にあった公立小学校。
2010年（平成22年）3月に、野母崎地区4校の統廃合で閉校した。

## 概要
校訓
「自ら学ぶ」
校章
桜の花と海の波を背景に、「学」の文字（旧字体）を置いている。
校歌
- 作詞・作曲ともに、杉本加寿彦による。3番まであり、1番に校名の「樺島」が登場する。

## 沿革
- 1874年（明治7年）4月8日 - 1872年（明治5年）の学制公布に伴い、西彼杵郡樺島村に「初等樺島小学校」が創立。仮校舎は氏神熊野神社拝殿。
- 1887年（明治20年）3月 - 「樺島尋常小学校」と改称。
- 1903年（明治36年）4月1日 - 高等科を併置し、「樺島尋常高等小学校」と改称。仮教場を古町陣に設置。
- 1914年（大正5年）5月12日 - 樺島実業補習学校を附設。
- 1927年（昭和2年）3月9日 - 樺島青年訓練所を附設。
- 1941年（昭和16年）4月1日 - 国民学校令に伴い、「樺島村国民学校」と改称。
- 1947年（昭和22年）4月1日 - 学制改革に伴い、「樺島村立樺島小学校」と改称。樺島村立樺島中学校[1]を併設。
- 1955年（昭和30年）4月1日 - 4村（高浜村・野母村・脇岬村・樺島村）合併に伴い、「野母崎町立樺島小学校」と改称。
- 1963年（昭和38年）
  - 4月1日 - 野母崎町立樺島中学校閉校のため、併設を解消。
  - 9月 - ミルク給食を開始。
- 1971年（昭和46年）1月11日 - 完全給食を開始。
- 1974年（昭和49年） - 創立100周年を迎える。
- 1984年（昭和59年）7月28日 - 改築校舎が完成。
- 1986年（昭和61年）1月10日 - 樺島大橋が開通し、長崎半島と陸続きになる。
- 2005年（平成17年）1月4日 - 長崎市への編入に伴い、「長崎市立樺島小学校」（最終名）と改称。
- 2010年（平成22年）
  - 3月31日 - 野母崎地区4小学校の統廃合に伴い、閉校。136年の歴史に幕を閉じる。
  - 4月1日 - 樺島小学校、高浜小学校、脇岬小学校、野母小学校の4校が統合し、長崎市立野母崎小学校が開校（校地は旧野母小学校を使用）。

## アクセス
- 最寄りのバス停 - 長崎バス 「樺島」バス停
- 最寄りの道路・交差点 - 国道499号、長崎県道34号野母崎宿線

## 関連事項
- 長崎県小学校の廃校一覧